# T-7号鱼雷艇
T-7号（德語：T 7）是纳粹德国战争海军于1930年代建造的十二艘1935级鱼雷艇的七号艇。它于1939年底竣工，但直到1940年中期才具备作战能力，继而花了数月之久负责护送布雷舰布设在北海和英吉利海峡雷区。同年11月，该艇参与了对苏格兰沿岸附近几支护航队的袭击行动，但无功而返。T-7号于1941年1月返回德国接受改装，并于6月“巴巴罗萨行动”开始后为德军在波罗的海的行动提供支援。1941年末，它曾为途经英吉利海峡的数艘破交舰护航，然后于1942年中期负责护送德籍舰船穿越挪威海域。同年晚些时候，该艇一度被置入预备役，之后重投鱼雷学校充当训练艇。T-7号于1944年7月在盟军对不来梅的一次空袭中沉没，几个月后才被重新打捞上岸。该艇从未进行修复，而是于1947年至1949年间拆解报废。

## 设计及装备
1935级是纳粹德国战争海军为满足《伦敦海军条约》600長噸（610公噸）排水量要求而对高速、远洋鱼雷艇作出的一次不成功的设计尝试，因为此类小型舰艇不计入国家总吨位限制。T-7号全长84.3米，水线长82.2米；1941年重建艇艏以提高耐波性后，全长则增至87.1米。它有8.62米的舷宽以及平均2.83米的吃水深度，标准排水量实际为859長噸（873公噸）、满载排水量则可达1,108長噸（1,126公噸），超出了设计限制。该艇搭载有两组瓦格纳齿轮传动蒸汽轮机，各负责驱动一副三叶螺旋桨，设计功率为31,000匹軸馬力（23,000千瓦特）。过热蒸汽由四台高压水管锅炉供应，可推动艇只以35節（65每小時）的速度航行。T-7号最多可贮存200吨燃料油，能够以19節（35每小時）的速度的巡航1,200海里（2,200）。艇只的标准船员编制为6名军官和113名水兵。
竣工时，1935级鱼雷艇在艇艉装备有一门105毫米32式速射炮作为主炮。防空系统则包括以背负形式架设在105毫米炮上方的一门37毫米30式高射炮，以及安装在舰桥翼台的两门20毫米30式高射炮。它们还在两座水面三联装挂架上安装有六具500毫米鱼雷发射管，并可携带多达30枚水雷（天气良好时可携带60枚）。许多同级艇在竣工前便已将37毫米炮换装为额外的20毫米炮、深水炸弹和扫雷切割器。战争后期的增建仅限于安装雷达、雷达探测器和额外的高射炮，通常是以牺牲艇艉鱼雷发射管挂架为代价。

## 服役历史
T-7号的建造合同于1936年1月15日发包予德意志船舶及机械制造股份公司（德希马格），自1937年8月20日起在其设于不来梅的威悉船厂铺设龙骨，建造序列为936。它于1938年6月18日下水，1939年12月20日入役。但由于机械问题，该艇的调试工作一直持续到1940年7月，之后才开始执行护航任务。T-7号此时被编入第5鱼雷艇区舰队，与其姊妹艇T-2和T-8号，以及鱼雷艇神鹫号、隼号和美洲豹号一同，于8月7日至8日以及14日至15日两度护送布雷舰在北海西南部布设雷区。8月31日，它与姊妹艇T-5、T-6和T-8号一同换编至第2鱼雷艇区舰队，进而于8月31日至9月2日期间再次护送布雷舰在北海西南部布设雷区。该区舰队于9月5日至6日在英吉利海峡执行了一次布雷掩护任务，随后又于9月8—9日和15—16日在多佛尔海峡自行布设雷区。到11月，第1和第2鱼雷艇区舰队均已移驻挪威斯塔万格。德国人通过空中侦察于11月初发现了两支盟军沿海护航队，战争海军估计它们将于11月7日凌晨通过苏格兰的金奈尔德角。由T-7号及其姊妹艇T-1、T-4、T-6、T-8、T-9和T-10号组成的两支区舰队遂于11月6日起航，试图穿过英国雷区的缺口，在第二天凌晨02:00左右拦截护航队。然而，英国人已在德国人不知情的情况下将雷区进一步向北扩展，使得T-6号在午夜后不久便触雷沉没。T-7和T-8号救起幸存者，行动被迫终止。T-7号自1941年1月开始在威悉明德进行漫长的改装工序，并一直持续至8月。
完成改装后，该艇被派往波罗的海，与姊妹艇T-8和T-11号一起护送轻巡洋舰莱比锡号和埃姆登号，为德军于9月中旬入侵爱沙尼亚萨雷马岛、希乌马岛和穆胡岛的“贝奥武夫行动”提供支援。期间T-7、T-2、T-5、T-8和T-11号担任“波罗的海舰队”的护航艇，这是一个围绕战列舰提尔皮茨号组建的临时编队，它们于9月23日至29日出击进入奥兰海，以阻止苏联的红旗波罗的海舰队从芬兰湾突围。希乌马岛于10月12日至13日沦陷，此前T-7号是用作分散守军注意力的诱饵部队的一份子。11月16日，T-7、T-4和T-12号从丹麦哥本哈根出发前往法国瑟堡，与破交舰彗星号会合。鱼雷艇群于25日抵达、彗星号则于次日抵达瑟堡。这些舰艇于当晚出发，次日清晨抵达勒阿弗尔，计划在那里等待夜幕降临后穿越英吉利海峡。英国人发现了它们，并于28日派出鱼雷快艇在布洛涅和敦刻尔克之间实施拦截。在这次非常混乱的夜间行动中，T-7号遭其中一艘鱼雷快艇以机炮扫射，造成3人阵亡、3人负伤。尽管遇袭，彗星号依然成功突围，驶入大西洋。12月3日，T-7、T-4和T-14号在希利希锚区与另一艘破交舰索尔号、T-2和T-12号会合。当天晚些时候，它们开始护送索尔号穿越英吉利海峡。由于大雾延误，这些舰艇直到15日才到达法国的布雷斯特，而索尔号则继续向大西洋进发。T-7与T-12号于12月17日启航返回德国，前者将在威悉明德再次接受改装。
T-7号于1942年4月移驻挪威，并于5月9日至10日与T-5号一同护送装甲舰舍尔将军号和补给油轮迪特马申号从特隆赫姆前往纳尔维克。在“跳马行动”的初期阶段，T-7与T-15号参与了提尔皮茨号和重巡洋舰希佩尔将军号的护航，它们于7月初从特隆赫姆启航前往阿尔塔峡湾。7月8日至10日，这两艘鱼雷艇又负责掩护受损的装甲舰吕措号从纳尔维克驶往特隆赫姆。T-7号于8月至9月在东普鲁士进行了短暂的改装，之后便于当年余下的时间被置入预备役。1943年1月，该艇重新入役，分配至鱼雷学校充当训练艇，并于1944年5月开始在不来梅进行相应的改装。7月29日，它被空袭不来梅的美国轰炸机击沉。T-7号于10月25日获重新打捞上岸，但未进行修复。该艇可能于1945年4月30日再次沉没，如此它可能再获打捞上岸，并于1947年12月至1949年6月间拆解报废。